# 库尔赛
库尔赛（法語：Courçay，法語發音：[kuʁsɛ] ⓘ）是法国安德尔-卢瓦尔省的一个市镇，位于该省中东部，属于图尔区。

## 地理
库尔赛（47°15'2"N, 0°52'33"E）面积24.77 平方千米，位于法国中央-卢瓦尔河谷大区安德尔-卢瓦尔省，该省份为法国中西部省份，北起萨尔特省、东北接卢瓦-谢尔省，东南接安德尔省，南至维埃纳省，西临曼恩-卢瓦尔省。
与库尔赛接壤的市镇（或旧市镇、城区）包括：谢尔河畔阿泰、锡戈涅、科尔默里、安德尔河畔雷尼亚克、特吕、托克西尼-圣博。

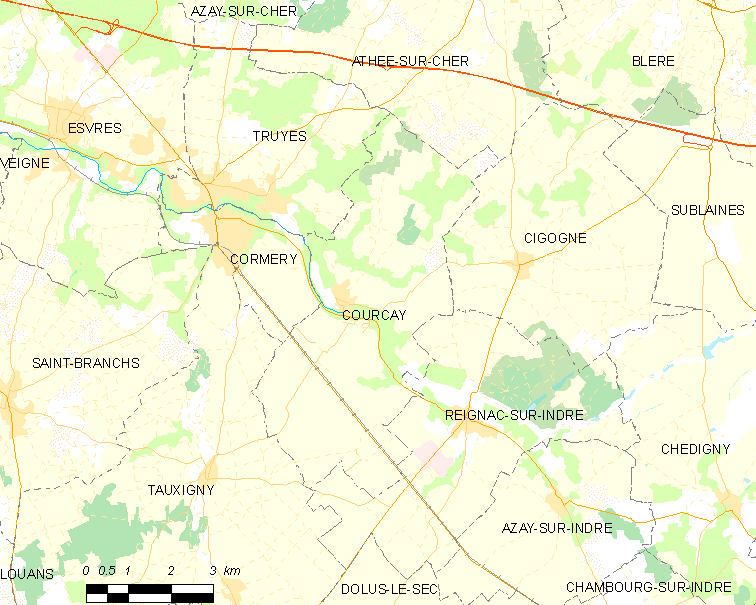
库尔赛的OSM定位图

库尔赛的时区为UTC+01:00、UTC+02:00（夏令时）。

## 行政
库尔赛的邮政编码为37310，INSEE市镇编码为37085。

## 政治
库尔赛所属的省级选区为布莱雷县。

## 人口

1962-2008年间库尔赛人口变化图示

库尔赛于2022年1月1日时的人口数量为796人。